# Empis maraua
Empis maraua är en tvåvingeart som beskrevs av Smith 1962. Empis maraua ingår i släktet Empis och familjen dansflugor. Inga underarter finns listade i Catalogue of Life.